# 1999년 오리콘 1위 싱글 목록
일본에서 한 주간 가장 많이 팔린 싱글은 오리콘 주간 차트에 실리며, 이 차트는 오리콘이 발행하는 잡지 《오리스타》에 개제된다. 판매량은 한 주 동안의 각 싱글의 판매량을 기준으로 오리콘이 종합한다.

## 차트 기록
| 발행일    | 싱글                               | 가수                                                    | 참고                               |
| --------- | ---------------------------------- | ------------------------------------------------------- | ---------------------------------- |
| 1월 4일   | (미발표)                           | (미발표)                                                |                                    |
| 1월 11일  | 「I HAVE NEVER SEEN」              | 아무로 나미에                                           |                                    |
| 1월 18일  | 「ラストチャンス」                 | Something ELse                                          | 1999년 1월 1위                     |
| 1월 25일  | 「光の射す方へ」                   | Mr.Children                                             |                                    |
| 2월 1일   | 「朝がまた来る」                   | DREAMS COME TRUE                                        |                                    |
| 2월 8일   | 「そのスピードで」                 | The brilliant green                                     |                                    |
| 2월 15일  | 「Winter,again」                   | GLAY                                                    | 2주 연속, 1999년 2월 1위           |
| 2월 22일  | 「Winter,again」                   | GLAY                                                    | 2주 연속, 1999년 2월 1위           |
| 3월 1일   | 「Movin' on without you （12cm）」 | 우타다 히카루                                           |                                    |
| 3월 8일   | 「やめないで,PURE」                | KinKi Kids                                              |                                    |
| 3월 15일  | 「だんご3兄弟」                    | 하야미 켄타로·시게모리 아유미·히마와리 키즈·경단 합창단 | 3주 연속 1999년 1위 1999년 3월 1위 |
| 3월 22일  | 「だんご3兄弟」                    | 하야미 켄타로·시게모리 아유미·히마와리 키즈·경단 합창단 | 3주 연속 1999년 1위 1999년 3월 1위 |
| 3월 29일  | 「だんご3兄弟」                    | 하야미 켄타로·시게모리 아유미·히마와리 키즈·경단 합창단 | 3주 연속 1999년 1위 1999년 3월 1위 |
| 4월 5일   | 「my first love」                  | 우에하라 타카코                                         | 1999년 4월 1위                     |
| 4월 12일  | 「Believe Your Smile」             | V6                                                      |                                    |
| 4월 19일  | 「MIND GAMES」                     | ZARD                                                    |                                    |
| 4월 26일  | 「LOVE~Destiny~」                  | 하마사키 아유미                                         |                                    |
| 5월 3일   | 「HEAVEN'S DRIVE」                 | L'Arc~en~Ciel                                           | 2주 연속, 1999년 5월 1위           |
| 5월 10일  | 「HEAVEN'S DRIVE」                 | L'Arc~en~Ciel                                           | 2주 연속, 1999년 5월 1위           |
| 5월 17일  | 「Grateful Days」                  | Dragon Ash                                              |                                    |
| 5월 24일  | 「I'LL BE」                        | Mr.Children                                             |                                    |
| 5월 31일  | 「サバイバル」                     | GLAY                                                    |                                    |
| 6월 7일   | 「フラワー」                       | KinKi Kids                                              | 1999년 6월 1위                     |
| 6월 14일  | 「Pieces」                         | L'Arc~en~Ciel                                           |                                    |
| 6월 21일  | 「ギリギリchop」                   | B'z                                                     |                                    |
| 6월 28일  | 「ウラBTTB」                       | 사카모토 류이치                                         | 4주 연속, 1999년 7월 1위           |
| 7월 5일   | 「ウラBTTB」                       | 사카모토 류이치                                         | 4주 연속, 1999년 7월 1위           |
| 7월 12일  | 「ウラBTTB」                       | 사카모토 류이치                                         | 4주 연속, 1999년 7월 1위           |
| 7월 19일  | 「ウラBTTB」                       | 사카모토 류이치                                         | 4주 연속, 1999년 7월 1위           |
| 7월 26일  | 「BE TOGETHER」                    | 스즈키 아미                                             |                                    |
| 8월 2일   | 「Boys&Girls」                     | 하마사키 아유미                                         | 3주 연속                           |
| 8월 9일   | 「Boys&Girls」                     | 하마사키 아유미                                         | 3주 연속                           |
| 8월 16일  | 「Boys&Girls」                     | 하마사키 아유미                                         | 3주 연속                           |
| 8월 23일  | 「A」                              | 하마사키 아유미                                         | 2주 연속, 1999년 8월 1위           |
| 8월 30일  | 「A」                              | 하마사키 아유미                                         | 2주 연속, 1999년 8월 1위           |
| 9월 6일   | 「ここではない、どこかへ」         | GLAY                                                    | 1999년 9월 1위                     |
| 9월 13일  | 「A」                              | 하마사키 아유미                                         | 통산 3주                           |
| 9월 20일  | 「LOVEマシーン」                   | 모닝구무스메                                            | 3주 연속                           |
| 9월 27일  | 「LOVEマシーン」                   | 모닝구무스메                                            | 3주 연속                           |
| 10월 4일  | 「LOVEマシーン」                   | 모닝구무스메                                            | 3주 연속                           |
| 10월 11일 | 「OUR DAYS」                       | 스즈키 아미                                             |                                    |
| 10월 18일 | 「雨のMelody／to Heart」           | KinKi Kids                                              | 2주 연속, 1999년 10월 1위          |
| 10월 25일 | 「雨のMelody／to Heart」           | KinKi Kids                                              | 2주 연속, 1999년 10월 1위          |
| 11월 1일  | 「すべてへ」                       | 19                                                      |                                    |
| 11월 8일  | 「LOVE FLIES」                     | L'Arc~en~Ciel                                           |                                    |
| 11월 15일 | 「A·RA·SHI」                       | 아라시                                                  |                                    |
| 11월 22일 | 「Addicted To You」                | 우타다 히카루                                           | 2주 연속, 1999년 11월 1위          |
| 11월 29일 | 「Addicted To You」                | 우타다 히카루                                           | 2주 연속, 1999년 11월 1위          |
| 12월 6일  | 「ちょこっとLOVE」                 | 풋치모니                                                | 2주 연속, 1999년 12월 1위          |
| 12월 13일 | 「ちょこっとLOVE」                 | 풋치모니                                                | 2주 연속, 1999년 12월 1위          |
| 12월 20일 | 「kanariya」                       | 하마사키 아유미                                         |                                    |
| 12월 27일 | 「HEAVEN/Squall」                  | 후쿠야마 마사하루                                       |                                    |

## 연간 TOP 10
※ 집계: 1998년 12월 7일 - 1999년 11월 29일
- 1위: 하야미 켄타로·시게모리 아유미·히마와리 키즈·경단 합창단 「だんご3兄弟」
- 2위: GLAY 「Winter,again」
- 3위: 하마사키 아유미 「A」
- 4위: 사카모토 류이치 「ウラBTTB」
- 5위: 우타다 히카루 「Automatic/time will tell」
- 6위: 우타다 히카루 「Addicted To You」
- 7위: 모닝구무스메 「LOVEマシーン」
- 8위: GLAY 「BE WITH YOU」
- 9위: L'Arc~en~Ciel 「HEAVEN'S DRIVE」
- 10위: KinKi Kids 「フラワー」